# Genista legionensis
Genista legionensis, el anabio o enabio es un arbustillo de la familia de las fabáceas, endémico de la cordillera Cantábria.
En ILDIS está considerada un sinónimo de Genista hystrix subsp. legionensis.

## Descripción
Pequeño arbusto espinoso muy ramificado y semileñoso (sólo la base de las ramas está lignificada) de hasta 40 cm de altura y porte pulviniforme (se asemeja en su forma a una almohadilla). Los tallos, que alcanzan los 20 cm, están formados por nueve o diez costillas semicilíndricas que terminan en una fuerte espina. Hojuelas muy abundantes durante la floración, lanceoladas, de unos 10 mm de longitud; su haz es lampiño o muy escasamente piloso, mientras el envés es muy piloso, con aspecto aterciopelado o sedoso. 
Flores solitarias o en fascículos de dos o tres. Son axilares (brotan en la base del peciolo foliar) de un vistoso color amarillo, bilabiadas, y caducas. Floración de mayo a agosto. El fruto es una pequeña vaina pilosa.

## Distribución y hábitat
Exclusivamente en la cordillera Cantábrica, más abundante en los Picos de Europa; sobre suelo calizo, donde forma grupos en forma de cojinetes. Entre los 1000 y 2000 m s. n. m.
En 1989 los botánicos Pedro María Uribe-Echebarria, Pello Urrutia e Iñaki Zorrakin descubrieron en el entorno de Punta Lucero (Ciérvana, Vizcaya) varios ejemplares de Genista legionensis siendo esta la única localización de la especie en el País Vasco. Esta planta, considerada en el País Vasco en peligro de extinción, es una verdadera joya botánica, al tratarse de un endemismo ibérico conocido, hasta ese momento, sólo en el entorno de Picos de Europa.

## Taxonomía
Genista legionensis  fue descrita por (Pau) M.Laínz y publicado en Bol. Inst. Estud. Astur., Supl. Cienc. 10: 194. 1964.
Citología
Números cromosomáticos de Genista legionensis (Fam. Leguminosae) y táxones infraespecíficos: n=20; 2n=40
Etimología
Genista: nombre genérico que proviene del latín de la que los reyes y reinas Plantagenet de Inglaterra tomaron su nombre, planta Genesta o plante genest, en alusión a una historia que, cuando Guillermo el Conquistador se embarcó rumbo a Inglaterra, arrancó una planta que se mantenía firme, tenazmente, a una roca y la metió en su casco como símbolo de que él también sería tenaz en su arriesgada tarea. La planta fue la  llamada planta genista en latín. Esta es una buena historia, pero por desgracia Guillermo el Conquistador llegó mucho antes de los Plantagenet y en realidad fue Godofredo de Anjou que fue apodado el Plantagenet, porque llevaba un ramito de flores amarillas de retama en su casco como una insignia (genêt es el nombre francés del arbusto de retama), y fue su hijo, Enrique II, el que se convirtió en el primer rey Plantagenet. Otras explicaciones históricas son que Geoffrey plantó este arbusto como una cubierta de caza o que él la usaba para azotarse a sí mismo. No fue hasta que Ricardo de York, el padre de los dos reyes Eduardo IV y Ricardo III, cuando los miembros de esta familia adoptaron el nombre de Plantagenet, y luego se aplicó retroactivamente a los descendientes de Godofredo I de Anjou como el nombre dinástico.
Sinonimia
- Genista hystrix subsp. legionensis (Pau) P.E.Gibbs
- Genista aspalathoides var. legionensis Pau
- Genista polyanthos subsp. legionensis (Pau) M. Laínz[7]

## Nombres comunes
- Castellano: anabio (2), anao (2), enabia, enabio.[7]